# Collegio di Bethnal Green and Bow
Bethnal Green and Bow è stato un collegio elettorale situato nella Grande Londra, e rappresentato alla Camera dei comuni del Parlamento del Regno Unito. Eleggeva un membro del parlamento con il sistema first-past-the-post, ossia maggioritario a turno unico; il collegio è stato abolito in occasione della revisione periodica del 2024 e la maggior parte della sua area è stata incorporata nel collegio di Bethnal Green and Stepney, re-istituito dopo lungo tempo, mentre Bow è confluito nel nuovo collegio di Stratford and Bow.

## Profilo

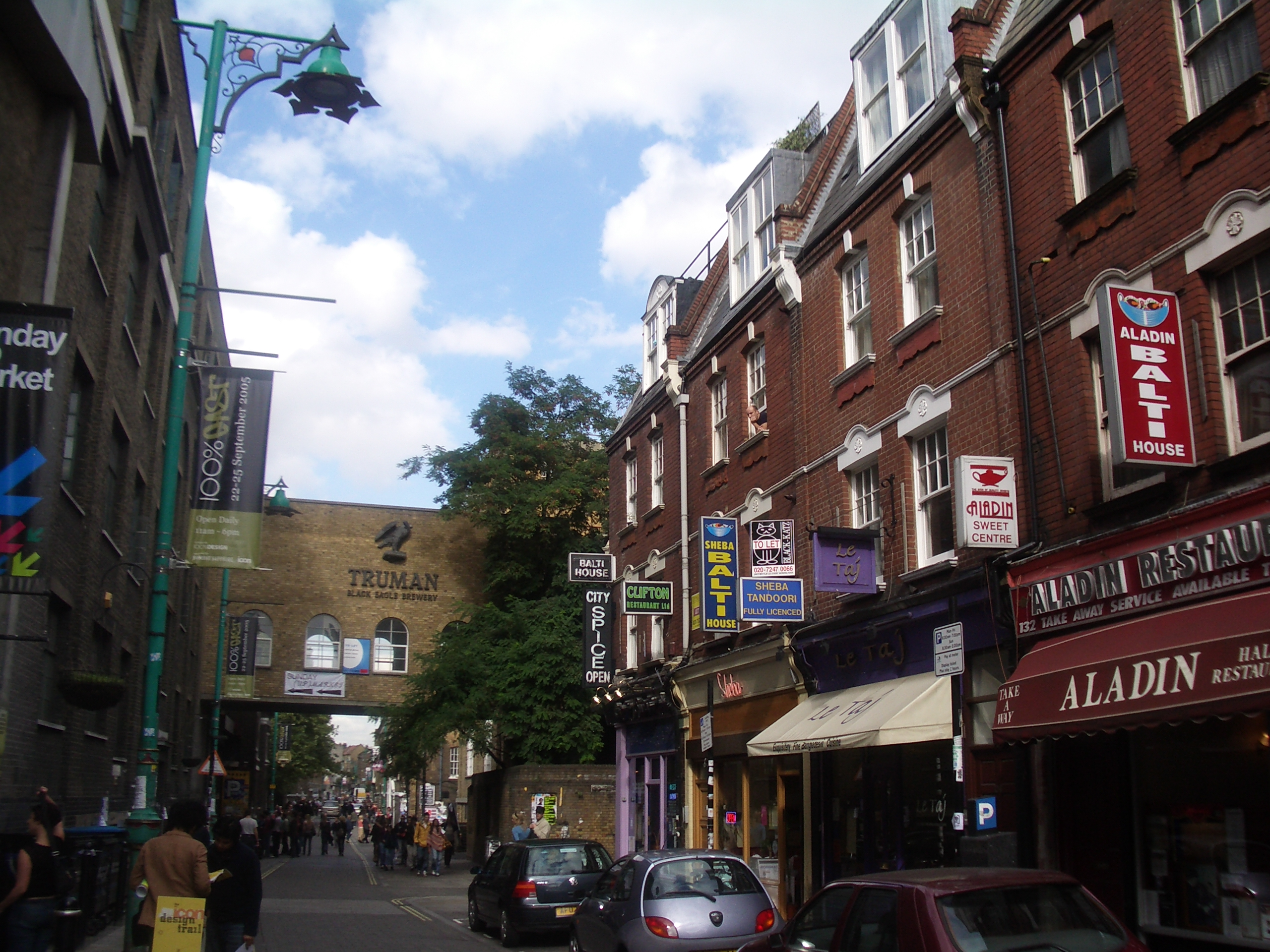
Brick Lane

Il collegio era incentrato sulla parte settentrionale di Tower Hamlets, comprendendo Bethnal Green, Bow e Stepney. Includeva parte del tradizionale East End e di Brick Lane. Il collegio aveva una consistente comunità musulmana, con una delle più elevate percentuali di elettori islamici della nazione. Bethnal Green and Bow presentava i redditi medi più bassi di Londra ed era un collegio tra i più etnicamente variegati; nessun gruppo etnico raggiungeva la maggioranza assoluta.
I senza impiego che nel novembre 2012 erano registrati come tali erano al di sopra della media nazionale, con il 6% contro il 3,8% nazionale (dati della statistica compilata da The Guardian).

## Estensione
Dal 2014, con l'ultima modifica dei confini, il collegio comprendeva i seguenti ward elettorali:
- Weavers, Spitalfields and Banglatown, Whitechapel, St. Peter's, Bethnal Green, Stepney Green, St. Dunstan's, Bow West, Bow East.

### Storia
Il collegio nei periodo dal 1974 al 1983 comprendeva i ward dell'allora London Borough of Tower Hamlets di Bethnal Green Central, Bethnal Green East, Bethnal Green North, Bethnal Green South, Bethnal Green West, Bow North, Bow South, Bromley, Holy Trinity e Spitalfields.
Tra le elezioni del 1983 e le elezioni del 1997, il collegio equivalente fu denominato Bethnal Green and Stepney.
I ward di Tower Hamlets di Blackwall and Cubitt Town, Bromley-by-Bow, East India and Lansbury, Limehouse, Mile End East, Millwall, St Katherine’s e Wapping and Shadwell, fino al 2010, fecero parte di questo collegio, ma furono poi spostati all'interno di Poplar and Limehouse.
Dal 2010 al 2014 il collegio fu costituito dai seguenti ward:
- Bethnal Green North, Bethnal Green South, Bow East, Bow West, Mile End and Globe Town, St Dunstan’s and Stepney Green, Spitalfields incluso Brick Lane, Weavers e Whitechapel nel London Borough of Tower Hamlets*[2]

## Membri del parlamento
| Elezione | Elezione | Deputato          | Partito           |
| -------- | -------- | ----------------- | ----------------- |
|          | Feb 1974 | Ian Mikardo       | Laburista         |
|          | 1983     | Collegio abolito  | Collegio abolito  |
|          | 1997     | Collegio ricreato | Collegio ricreato |
|          | 1997     | Oona King         | Laburista         |
|          | 2005     | George Galloway   | Respect           |
|          | 2010     | Rushanara Ali     | Laburista         |
|          | 2024     | Collegio abolito  | Collegio abolito  |

## Elezioni

### Elezioni negli anni 2010
| Partito                    | Partito                                | Candidato                  | Risultati 12 dicembre 2019 | Risultati 12 dicembre 2019 |
| Partito                    | Partito                                | Candidato                  | Voti                       | %                          |
| -------------------------- | -------------------------------------- | -------------------------- | -------------------------- | -------------------------- |
|                            | Laburista                              | Rushanara Ali              | 44 052                     | 72,74                      |
|                            | Conservatore                           | Nicholas Stovold           | 6 528                      | 10,78                      |
|                            | Lib Dem                                | Josh Babarinde             | 5 892                      | 9,73                       |
|                            | Verdi                                  | Shahrar Ali                | 2 570                      | 4,24                       |
|                            | Brexit                                 | David Axe                  | 1 081                      | 1,78                       |
|                            | Animal Welfare                         | Vanessa Hudson             | 439                        | 0,72                       |
|                            |                                        |                            |                            |                            |
| Iscritti                   | Iscritti                               | Iscritti                   | 88 262                     | 100,00                     |
| ↳ Votanti (% su iscritti)  | ↳ Votanti (% su iscritti)              | ↳ Votanti (% su iscritti)  | 60 562                     | 68,62                      |
| ↳ Astenuti (% su iscritti) | ↳ Astenuti (% su iscritti)             | ↳ Astenuti (% su iscritti) | 27 700                     | 31,38                      |
|                            |                                        |                            |                            |                            |
|                            | Esito: collegio confermato a Laburista |                            |                            |                            |

| Partito                    | Partito                                | Candidato                  | Risultati 8 giugno 2017 | Risultati 8 giugno 2017 |
| Partito                    | Partito                                | Candidato                  | Voti                    | %                       |
| -------------------------- | -------------------------------------- | -------------------------- | ----------------------- | ----------------------- |
|                            | Laburista                              | Rushanara Ali              | 42 969                  | 71,82                   |
|                            | Conservatore                           | Charlotte Chirico          | 7 576                   | 12,66                   |
|                            | Indipendente                           | Ajmal Masroor              | 3 888                   | 6,50                    |
|                            | Lib Dem                                | William Dyer               | 2 982                   | 4,98                    |
|                            | Verdi                                  | Alistair Polson            | 1 516                   | 2,53                    |
|                            | UKIP                                   | Ian de Wulverton           | 894                     | 1,49                    |
|                            |                                        |                            |                         |                         |
| Iscritti                   | Iscritti                               | Iscritti                   | 85 586                  | 100,00                  |
| ↳ Votanti (% su iscritti)  | ↳ Votanti (% su iscritti)              | ↳ Votanti (% su iscritti)  | 59 825                  | 69,90                   |
| ↳ Astenuti (% su iscritti) | ↳ Astenuti (% su iscritti)             | ↳ Astenuti (% su iscritti) | 25 761                  | 30,10                   |
|                            |                                        |                            |                         |                         |
|                            | Esito: collegio confermato a Laburista |                            |                         |                         |

| Partito                    | Partito                                | Candidato                  | Risultati 7 maggio 2015 | Risultati 7 maggio 2015 |
| Partito                    | Partito                                | Candidato                  | Voti                    | %                       |
| -------------------------- | -------------------------------------- | -------------------------- | ----------------------- | ----------------------- |
|                            | Laburista                              | Rushanara Ali              | 32 387                  | 61,20                   |
|                            | Conservatore                           | Matthew Smith              | 8 070                   | 15,25                   |
|                            | Verdi                                  | Alistair Polson            | 4 906                   | 9,27                    |
|                            | UKIP                                   | Pauline McQueen            | 3 219                   | 6,08                    |
|                            | Lib Dem                                | Teena Lashmore             | 2 395                   | 4,53                    |
|                            | TUSC                                   | Glyn Robbins               | 949                     | 1,79                    |
|                            | Communities United                     | M Rowshan Ali              | 356                     | 0,67                    |
|                            | CISTA                                  | Jonathan Dewey             | 303                     | 0,57                    |
|                            | Whig                                   | Alasdair Henderson         | 203                     | 0,38                    |
|                            | The 30–50 Coalition                    | Elliot Ball                | 78                      | 0,15                    |
|                            | Red Flag Anti-Corruption               | Jason Pavlou               | 58                      | 0,11                    |
|                            |                                        |                            |                         |                         |
| Iscritti                   | Iscritti                               | Iscritti                   | 82 694                  | 100,00                  |
| ↳ Votanti (% su iscritti)  | ↳ Votanti (% su iscritti)              | ↳ Votanti (% su iscritti)  | 52 924                  | 64,00                   |
| ↳ Astenuti (% su iscritti) | ↳ Astenuti (% su iscritti)             | ↳ Astenuti (% su iscritti) | 29 770                  | 36,00                   |
|                            |                                        |                            |                         |                         |
|                            | Esito: collegio confermato a Laburista |                            |                         |                         |

| Partito                    | Partito                                      | Candidato                  | Risultati 6 maggio 2010 | Risultati 6 maggio 2010 |
| Partito                    | Partito                                      | Candidato                  | Voti                    | %                       |
| -------------------------- | -------------------------------------------- | -------------------------- | ----------------------- | ----------------------- |
|                            | Laburista                                    | Rushanara Ali              | 21 784                  | 42,94                   |
|                            | Lib Dem                                      | Ajmal Masroor              | 10 210                  | 20,13                   |
|                            | Respect                                      | Abjol Miah                 | 8 532                   | 16,82                   |
|                            | Conservatore                                 | Zakir Khan                 | 7 071                   | 13,94                   |
|                            | BNP                                          | Jeffrey Marshall           | 1 405                   | 2,77                    |
|                            | Verdi                                        | Farid Bakht                | 856                     | 1,69                    |
|                            | Indipendente                                 | Patrick Brooks             | 277                     | 0,55                    |
|                            | Pirata                                       | Alexander van Terheyden    | 213                     | 0,42                    |
|                            | Indipendente                                 | Hasib Hikmat               | 213                     | 0,42                    |
|                            | Indipendente                                 | Haji Choudhury             | 100                     | 0,20                    |
|                            | Indipendente                                 | Ahmed Abdul Malik          | 71                      | 0,14                    |
|                            |                                              |                            |                         |                         |
| Iscritti                   | Iscritti                                     | Iscritti                   | 79 581                  | 100,00                  |
| ↳ Votanti (% su iscritti)  | ↳ Votanti (% su iscritti)                    | ↳ Votanti (% su iscritti)  | 50 732                  | 63,75                   |
| ↳ Astenuti (% su iscritti) | ↳ Astenuti (% su iscritti)                   | ↳ Astenuti (% su iscritti) | 28 849                  | 36,25                   |
|                            |                                              |                            |                         |                         |
|                            | Esito: collegio passa da Respect a Laburista |                            |                         |                         |

### Elezioni negli anni 2000
| Partito                    | Partito                                      | Candidato                  | Risultati 5 maggio 2005 | Risultati 5 maggio 2005 |
| Partito                    | Partito                                      | Candidato                  | Voti                    | %                       |
| -------------------------- | -------------------------------------------- | -------------------------- | ----------------------- | ----------------------- |
|                            | Respect                                      | George Galloway            | 15 801                  | 35,91                   |
|                            | Laburista                                    | Oona King                  | 14 978                  | 34,04                   |
|                            | Conservatore                                 | Shahagir Faruk             | 6 244                   | 14,19                   |
|                            | Lib Dem                                      | Syed Dulu                  | 4 928                   | 11,20                   |
|                            | Verdi                                        | John Foster                | 1 950                   | 4,43                    |
|                            | Indipendente                                 | Ejiro Etefia               | 68                      | 0,15                    |
|                            | Lega Comunista                               | Celia Pugh                 | 38                      | 0,09                    |
|                            |                                              |                            |                         |                         |
| Iscritti                   | Iscritti                                     | Iscritti                   | 85 951                  | 100,00                  |
| ↳ Votanti (% su iscritti)  | ↳ Votanti (% su iscritti)                    | ↳ Votanti (% su iscritti)  | 44 007                  | 51,20                   |
| ↳ Astenuti (% su iscritti) | ↳ Astenuti (% su iscritti)                   | ↳ Astenuti (% su iscritti) | 41 944                  | 48,80                   |
|                            |                                              |                            |                         |                         |
|                            | Esito: collegio passa da Laburista a Respect |                            |                         |                         |

| Partito                    | Partito                                | Candidato                  | Risultati 7 giugno 2001 | Risultati 7 giugno 2001 |
| Partito                    | Partito                                | Candidato                  | Voti                    | %                       |
| -------------------------- | -------------------------------------- | -------------------------- | ----------------------- | ----------------------- |
|                            | Laburista                              | Oona King                  | 19 380                  | 50,45                   |
|                            | Conservatore                           | Shahagir Faruk             | 9 323                   | 24,27                   |
|                            | Lib Dem                                | Janet Ludlow               | 5 946                   | 15,48                   |
|                            | Verdi                                  | Anna Bragga                | 1 666                   | 4,34                    |
|                            | BNP                                    | Michael Davidson           | 1 211                   | 3,15                    |
|                            | New Britain                            | Dennis Delderfield         | 888                     | 2,31                    |
|                            |                                        |                            |                         |                         |
| Iscritti                   | Iscritti                               | Iscritti                   | 76 521                  | 100,00                  |
| ↳ Votanti (% su iscritti)  | ↳ Votanti (% su iscritti)              | ↳ Votanti (% su iscritti)  | 38 414                  | 50,20                   |
| ↳ Astenuti (% su iscritti) | ↳ Astenuti (% su iscritti)             | ↳ Astenuti (% su iscritti) | 38 107                  | 49,80                   |
|                            |                                        |                            |                         |                         |
|                            | Esito: collegio confermato a Laburista |                            |                         |                         |

## Risultati dei referendum

### Referendum sulla permanenza del Regno Unito nell'Unione europea del 2016
|             | Collegio              | Lasciare UE % | Rimanere in UE % |
| ----------- | --------------------- | ------------- | ---------------- |
|             | Bethnal Green and Bow | 30,9%         | 69,1%            |
|             | Inghilterra           | 53,3%         | 46,7%            |
| Regno Unito | 51,9%                 | 48,1%         |                  |